# Мануела Штельмах
Мануела Штельмах (нім. Manuela Stellmach, 22 лютого 1970) — німецька плавчиня.
Олімпійська чемпіонка 1988 року, призерка 1992 року.
Чемпіонка світу з водних видів спорту 1986, 1991 років.
Чемпіонка Європи з водних видів спорту 1985, 1987, 1989, 1993 років, призерка 1991 року.